# Cerkiew Kazańskiej Ikony Matki Bożej w Hawanie
Cerkiew Kazańskiej Ikony Matki Bożej – cerkiew prawosławna w Hawanie w jurysdykcji Rosyjskiego Kościoła Prawosławnego. 
Kapłani Rosyjskiego Kościoła Prawosławnego odprawiali na Kubie nabożeństwa prawosławne od 2001, początkowo w pomieszczeniu udostępnionym przez handlowe przedstawicielstwo Rosji, a następnie w budynku ambasady Rosji i w wynajętym kościele pokatolickim. Starania na rzecz wzniesienia wolno stojącej cerkwi rosyjskiej zostały zintensyfikowane po wzniesieniu przez Patriarchat Konstantynopolitański cerkwi św. Mikołaja, poświęconej przez patriarchę Konstantynopola Bartłomieja w styczniu 2004. 
Koncepcję wzniesienia świątyni poparł Fidel Castro. Stwierdził on, że będzie ona pomnikiem przyjaźni kubańsko-rosyjskiej. Prace budowlane rozpoczęto 14 listopada 2004. Autorem projektu świątyni był Aleksiej Woroncow, zaś pracami konstrukcyjnymi kierował inżynier Pedro Rodriguez Sanchez. Budowę w całości sfinansowały władze Kuby; kamień węgielny pod budowę świątyni poświęcił metropolita smoleński i kaliningradzki Cyryl (Gundiajew). Elementy wyposażenia cerkwi zostały wykonane w Moskwie. Obiekt jest czynny od marca 2008, jednak oficjalne poświęcenie miało miejsce później, 19 października 2008, również przez metropolitę Cyryla. W uroczystości uczestniczył Raúl Castro. 14 lutego 2016 Cyryl po raz kolejny (a po raz pierwszy jako patriarcha moskiewski i całej Rusi) odwiedził świątynię, w której celebrował Boską Liturgię.
Cerkiew wzniesiona jest w stylu staroruskim. Jej wysokość wynosi 30 metrów, zaś nawa cerkwi jest kwadratem o boku 18 metrów. Jednorazowo mieści 500 wiernych. We wnętrzu znajduje się jeden ołtarz oraz trzyrzędowy ikonostas.